# 千葉県道140号五井山倉線
千葉県道140号五井山倉線（ちばけんどう140ごう ごいやまくらせん）は、千葉県市原市を走る一般県道。

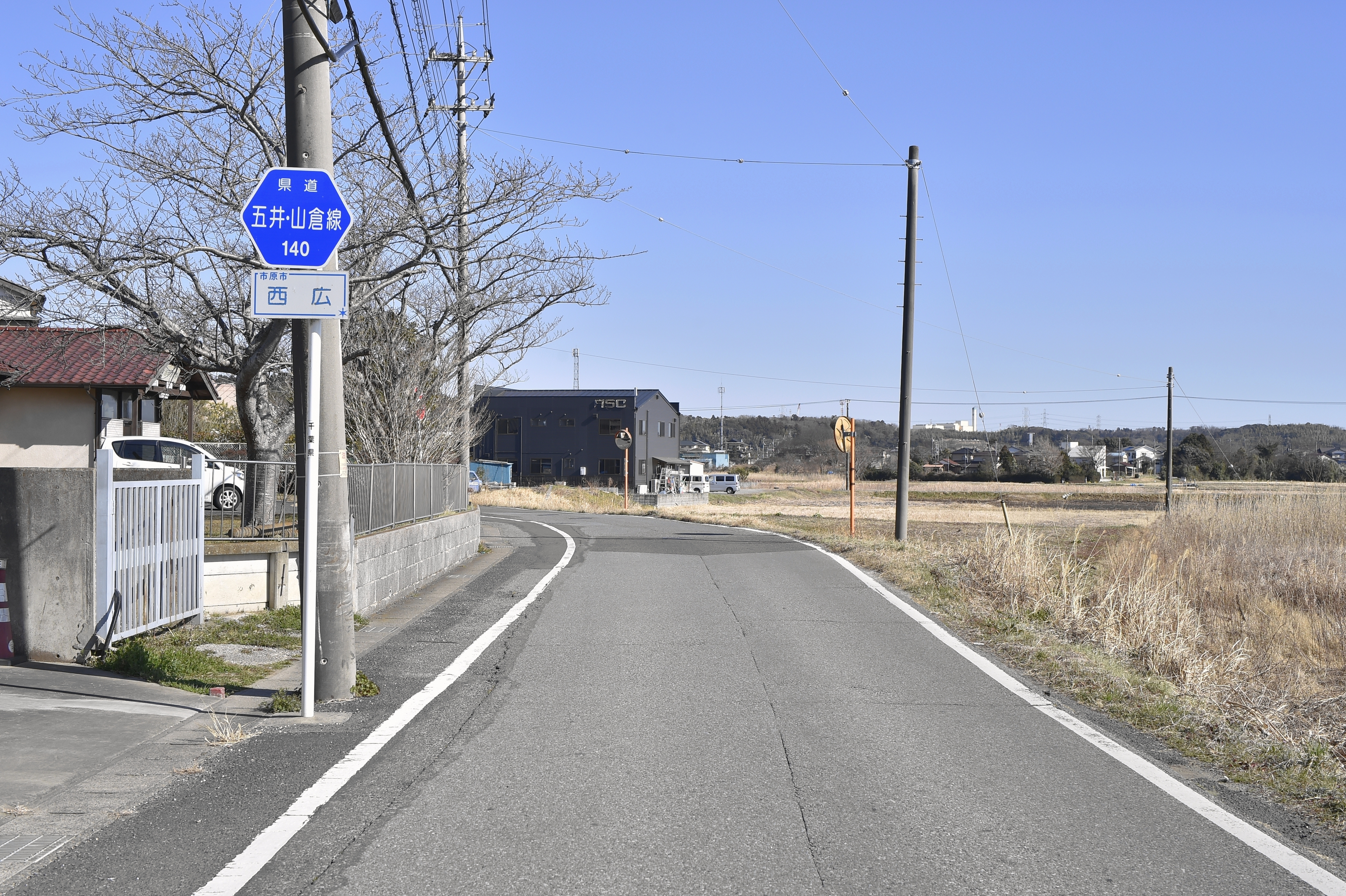
千葉県道140号五井山倉線
市原市西広（2023年2月）

## 概要
- 起点：市原市村上
- 終点：市原市山倉[1]（山倉坂下、国道297号交点）
- 総延長：*.* km（市原土木事務所管内：*.* km）
- 重用延長：*.* km（市原土木事務所管内：*.* km）
- 実延長：3.463 km（市原土木事務所管内：3.463 km[1]）

## 交差する道路
- 千葉県道141号五井町田線（平田）
- 千葉県道21号五井本納線（根田橋脇）
- 館山自動車道（立体交差、接続なし）
- 国道297号（終点）

## 周辺
- 小湊鉄道線 上総村上駅